# ダーニシュ
アフマド・マフドゥーム（Ahmad-makhdum ibni Nāsir、1827年 - 1897年）は、ブハラ・アミール国（ブハラ・ハン国）のウラマー（イスラム教の知識人）、歴史家。筆名のダーニシュ（Dānish）で知られる。
ダーニシュはブハラ市内のイマーム（宗教指導者）の家庭に生まれ、マドラサ（神学校）でイスラーム諸学を修めた。イスラームの学問以外に歴史、文学、天文学、幾何学、医学、書道、音楽を独学で習得し、知識と才能を評価されて一時はブハラの宮廷に出仕した。19世紀半ばにブハラ・アミール国とロシア帝国の間に起きた戦争の前後、ダーニシュは3度にわたって書記として使節団に随行した。ダーニシュは国家の経済・軍事の改革案をアミールに提出し、その中でロシアとの協調と支援の要請を提案した。晩年は公務から退き、著述活動に専念した。1895年から1897年の間にリサーラあるいはマンギト朝簡史』の執筆を開始したが、彼の死によって絶筆に終わった。

## 思想
ダーニシュは政治・哲学評論書『稀有の出来事』や歴史・政治論『リサーラあるいはマンギト朝簡史』において、同時代のブハラ・ハン国の政治と社会を批判した。
ダーニシュは世界の歴史を1,000年あるいは100年ごとに起きるムジャッディド（復興者）の出現と結びつけて理解していた。ダーニシュは著書においてティムール、フサイン・バイカラ、ウバイドゥッラー・ハン、スブハーン・クリー・ハン、ジャムシード、アウラングゼーブ、ジャハーン・シャーといったマー・ワラー・アンナフルとインドの君主を挙げている。ナスルッラー・ハンの治世から始まるブハラの衰退はロシアの圧力によるものではなく、君主や官吏の暴政とシャリーア（イスラーム法）の護持を放棄して彼らに迎合するウラマーにあると指摘し、シャリーアからの逸脱が最大の原因であると考えた。そして、アミールの統治をイスラーム法の名の下に批判し、支配に対する抵抗を正当化した。
ダーニシュの著作は写本を通してごく一部の知識人に読まれるだけにとどまったが、ブハラの宗教的権威と歴史を盲信していた人々の意識を変革させる効力はあった。サドリディン・アイニー、アブドゥラウフ・フィトラトらジャディード運動に参加した次世代の知識人は、ダーニシュが抱いていた批判精神と危機意識に強い影響を受けた。